# Délivrabilité
 (août 2024).
Si vous disposez d'ouvrages ou d'articles de référence ou si vous connaissez des sites web de qualité traitant du thème abordé ici, merci de compléter l'article en donnant les références utiles à sa vérifiabilité et en les liant à la section « Notes et références ».
La délivrabilité est un concept e-marketing. On dit d'un courriel expédié qu'il est délivré s'il est reçu dans la boîte de son destinataire. La délivrabilité comprend les caractéristiques de cette livraison : durée, succès/échec, raisons de l'échec...
En effet, de nombreux paramètres empêchent cette bonne livraison, même si le sentiment général est que le service de courriel est :
- le courrier se perd ou est fortement retardé (4-5 jours), en raison de serveurs intermédiaires de livraison chargés ou mal configurés
- le message est considéré comme du pourriel, ou spam, et supprimé, renvoyé (rarement), classé dans un autre répertoire que la boite de réception
- l'adresse n'est pas correcte

Dans le cas de campagnes marketing avec des fichiers de courriels externes payants, le taux de délivrabilité est important pour calculer l'efficacité du fichier acheté et la rentabilité de la campagne.
Certains incluent également dans les caractéristiques de la délivrabilité la lecture réelle du message par son destinataire.